# Snijkopzuiger

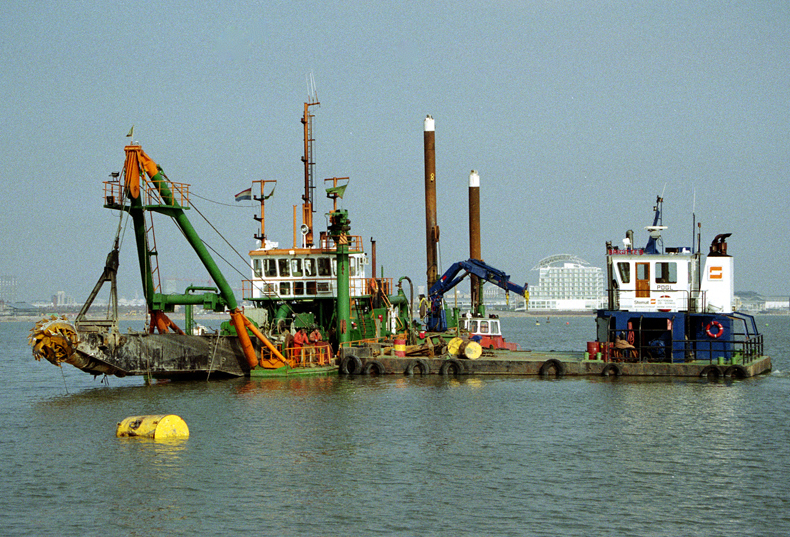
Snijkopzuiger

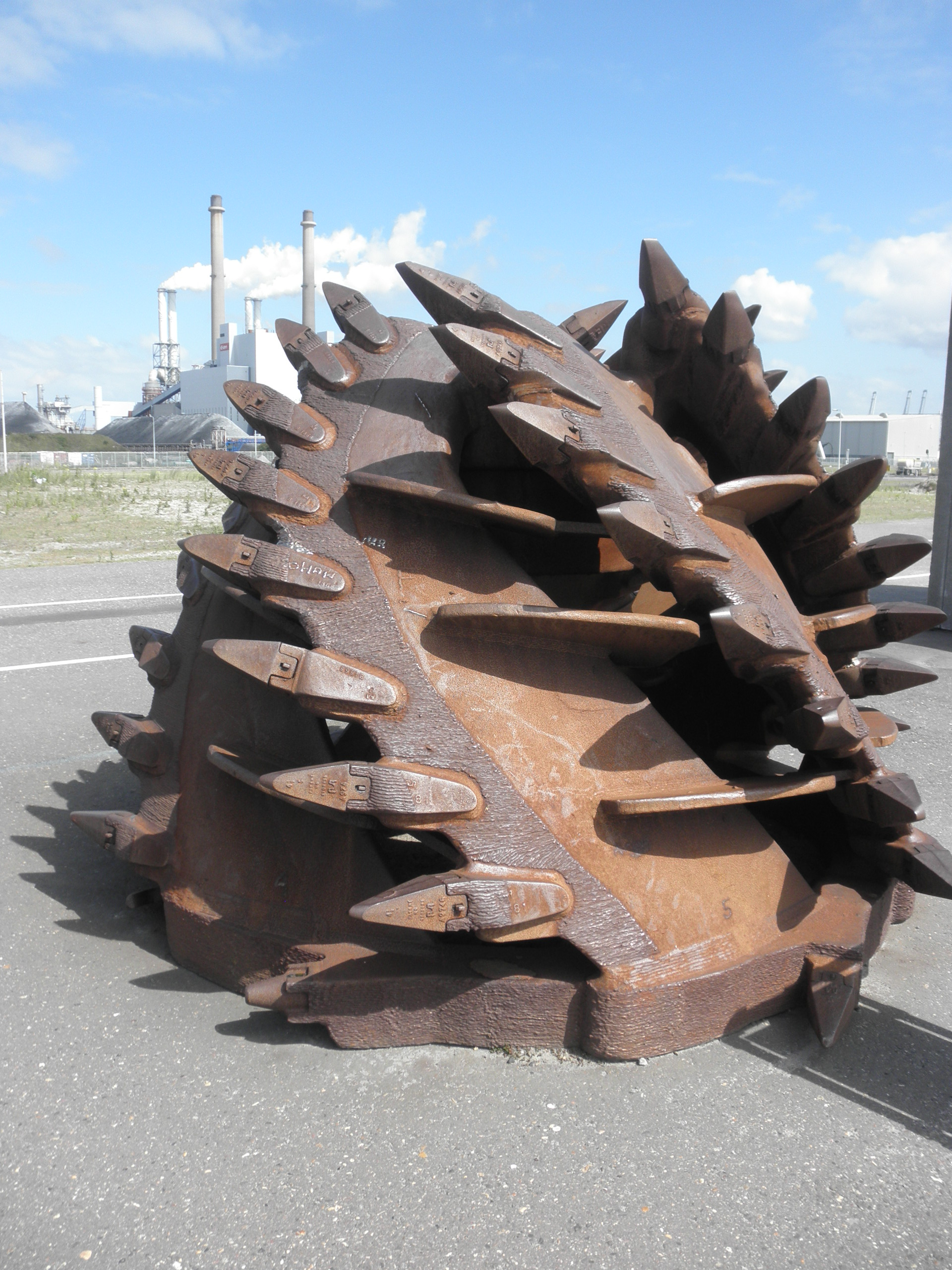
De tanden van de snijkop zijn vervangbaar en worden aangepast naar de hardheid van de weg te baggeren grond

Een snijkopzuiger of cutterzuiger is een stationair of zelfvarend baggerschip, gebruikt in de baggerindustrie, dat met behulp van zijn roterende snijkop materiaal van op de bodem losmaakt (snijden of cutting).

## Werking
Onder de snijkop zit de zuigmond, een aanzuigopening die via een zuigbuis in directe verbinding staat met een of meerdere grote centrifugaalpompen. Door de onderdruk ter plaatse van de aanzuigopening wordt het losgesneden materiaal opgezogen. De zuigbuis is gemonteerd op een ladder waar ook de snijkop aan vastzit. Als het mengsel door de pomp is gegaan verlaat het de zuiger via een zwanenhals en via drijvende leidingen naar het stort. Het kan ook zijn dat er een installatie op zit om het mengsel in bakken te laden, of dat er met een korte leiding gesproeid wordt.
Het schip of de ponton heeft aan zijn voorzijde de ladder met de snijkop. Aan de achterzijde steken in het algemeen twee zogenoemde zwaaipalen (spuds) door het ponton. Een van beide palen zit vast in de zee- of rivierbodem. Meestal steekt één paal, de zogenoemde hulpspud, direct door de ponton, terwijl de andere door de zogenoemde spudwagen steekt. De spud- of paalwagen kan in de lengterichting in het schip of in de ponton bewegen door middel van een hydraulische cilinder, over een afstand van een meter of zes. De snijkopzuiger wordt met verankerde kabels heen en weer bewogen, waarbij de spud in de paalwagen (die in de bodem vastzit) het middelpunt van de draaicirkel vormt. Door de spudwagen te bewegen krijgt men de aanzet van de cutterbeweging. Op het eind van de slag wordt de hulpspud neergelaten en de hoofdspud opgetrokken; de spudwagen wordt dan weer naar de beginpositie gebracht. Hier laat men de hoofdspud weer vallen, trekt men de hulpspud op en kan men weer een meter of zes cirkelsegmenten baggeren.

## Toepassing
De snijkopzuiger wordt gebruikt voor de aanleg van havens, het uitdiepen van vaargeulen en het winnen van mineralen. Vaak zijn dit hardere materialen die met een sleephopperzuiger niet kunnen worden losgemaakt en opgezogen.
In 1956 werd in opdracht van het Nederlandse baggerbedrijf R. Boltje & Zonen NV uit Zwolle de Brasil gebouwd, destijds de grootste zelfvarende dieselelektrisch aangedreven snijkopzuiger ter wereld.
De huidige snijkopzuigers zijn enorm toegenomen in potentieel en grootte. De sterkste snijkopzuiger is de JFJ De Nul van de Belgische baggerfirma Jan De Nul Group. Hij heeft een effectief vermogen van meer dan 27 200 kW, waarvan meer dan 6000 kW op de snijkop zelf.

## Gerelateerde onderwerpen
- Beun (scheepvaart)